# Srednje Selo (ruralna kulturno-povijesna cjelina)
Ruralna kulturno-povijesna cjelina Srednje Selo, ruralna cjelina dijela sela Srednjeg Sela, otok Šolta.

## Povijest
Srednje Selo smješteno je u unutrašnjosti otoka Šolte na blagome obronku sjeverozapadnoga ruba Sridnjega polja. Prema istoku starim je putem povezano s Grohotama, a prema zapadu s Donjim Selom. Srednje Selo kao Villa de medio spominje se 1446. godine, a prema Farlattiju tu su bile štale stanovnika Grohota. Kao i kod drugih šoltanskih naselja u unutrašnjosti otoka ovo selo tvore sklopovi pučkih kuća – dvorovi – koji formiraju nepravilnu mrežu uskih ulica prilagođenu vlasničkim parcelama i konfiguraciji terena. U zapadnome dijelu naselja formiran je mjesni trg. Župna crkva Gospe Svijećnice (Kandelore) građena je krajem 19. stoljeća na mjestu porušene ranije crkve iz 17. stoljeća, na južnome rubu sela. Dvorove tvore zidom ograđena unutrašnja dvorišta s bunarom oko kojih su izgrađene gospodarske kuće – prizemnice – te kuća za stanovanje sa štalom u prizemlju, stambenim dijelom na katu u koji se pristupa vanjskim stubištem (balaturom) i potkrovljem. Kuće su građene iz priklesanoga kamena u vapnenome mortu, a pokrivene su drvenom krovnom konstrukcijom s kamenim pokrovom. Kod mnogih je kameni pokrov zamijenjen kupom kanalicom, a kamene su ploče zadržane u karakterističnome detalju kose strehe koji se i danas primjenjuje. Luminari u potkrovlju imaju dvostrešan krović. Svi otvori uokvireni su kamenim pragovima, a prozori se s vanjske strane štite škurama. Kako su se povećavale obitelji, tako su se dograđivali i širili dvorovi. Iako su mnogi od njih krajnje zapušteni i urušeni, imaju znatnu ambijentalnu vrijednost, a najvrjedniji među njima jesu Lukin dvor i Purtića dvor. Očuvanost tradicijskoga graditeljskog fonda Srednjega Sela nije degradirana novijom izgradnjom i sačuvane su karakteristike pučkoga graditeljstva. Radi se o vrijednome primjeru ruralne cjeline koju treba revitalizirati kako bi se očuvala.

## Zaštita
Pod oznakom Z-5993 zavedena je kao nepokretno kulturno dobro - kulturno-povijesna cjelina, pravna statusa zaštićena kulturnog dobra, klasificirano kao "kulturno-povijesna cjelina".